# بخش جبالبارز جنوبی
بخش جبالبارز جنوبی، یکی از بخش‌های شهرستان عنبرآباد در استان کرمان ایران است. مرکز این بخش، شهر مردهک است.

## تقسیمات کشوری
- بخش جبالبارز جنوبی
  - دهستان مردهک
  - دهستان گرمسار
  - دهستان نرگسان

شهر: مردهک

## جمعیت
بر پایه سرشماری عمومی نفوس و مسکن در سال ۱۳۹۵، جمعیت بخش جبالبارز جنوبی برابر با ۲۴٬۲۴۷ نفر بوده است.